# Sainte-Anne (Martinica)
Sainte-Anne é uma comuna francesa no departamento ultramarino da Martinica. Estende-se por uma área de 38.42 km², e possui 4.371 habitantes, segundo o censo de 2018, com uma densidade de 110 hab/km².